# Spagna pagana
Spagna pagana (Pagan Spain) è un libro di viaggio scritto nel 1957 da Richard Wright.

## Contenuto
L'autore descrive una Spagna insolita, contenente tutti gli elementi classici (il flamenco, la corrida) ma visti in un'ottica diversa. La Spagna franchista dell'epoca viene analizzata in tutte le sue contraddizioni, dal catechismo per giovani falangisti ai retaggi di superstizioni presenti nella cultura contadina. La Chiesa è parte importante della cultura spagnola. L'autore analizza spietatamente questa stratificazione sociale rigida e conservatrice e ne trae conclusioni amare.

## Edizioni
- Richard Wright, Spagna pagana, traduzione di Giuliana De Carlo, collana Quaderni della Medusa (febbraio 1962) - I Record (gennaio 1966), Mondadori, 1962,  p. 369.